# Keratella armadura
Keratella armadura is een raderdiertjessoort uit de familie Brachionidae. De wetenschappelijke naam van deze soort is voor het eerst geldig gepubliceerd in 1990 door Stemberger.